# 平田次三郎
平田 次三郎（ひらた じさぶろう、1917年10月30日 - 1985年10月28日）は、日本の評論家、ドイツ文学者。

## 生涯
福島県生まれ。1941年東京帝国大学文学部独文科卒。在学中、山下肇、堤重久、小島輝正らと同人誌『新思潮』を刊行。卒業後、逓信省・内務省嘱託・明治大学講師などを経て、中央大学教授。戦後から文芸評論活動を始め、1947年春『近代文学』同人となり、編集者としても働く。荒正人とともに夏目漱石論などを書いた。中大在職中に死去。

## 著書
- 『夏目漱石』近代文学社 1948
- 『三つのソ聯紀行』河出書房 1948
- 『青春と頽廃 文藝評論集』東西文庫 1948

共著
- 『日本の近代文学』荒正人共著 実業之日本社 1951

### 翻訳
- アーサー・ケストラー『スペインの遺書』ダヴィッド社 1955
- ドロシイ・ヒユーズ『デリケイト・エイプ』早川書房(世界探偵小説全集) 1955
- ヤンコ・ラヴリン『ドストエフスキー』理想社(ロ・ロ・ロ・モノグラフィー叢書) 1972